# Smučanje prostega sloga na Zimskih olimpijskih igrah 2002
Smučanje prostega sloga na Zimskih olimpijskih igrah 2002.

## Moški

### Skoki
| Medalja | Tekmovalec           | Točke  |
| Zlato   | Aleš Valenta (CZE)   | 257,02 |
| Srebro  | Joe Pack (ZDA)       | 251,64 |
| Bron    | Alexei Grichin (BLR) | 251,19 |

### Grbine
| Medalja | Tekmovalec          | Točke |
| Zlato   | Janne Lahtela (FIN) | 27,97 |
| Srebro  | Travis Mayer (ZDA)  | 27,59 |
| Bron    | Richard Gay (FRA)   | 26,91 |

## Ženske

### Skoki
| Medalja | Tekmovalka             | Točke  |
| Zlato   | Alisa Camplin (AVS)    | 193,47 |
| Srebro  | Veronica Brenner (KAN) | 190,02 |
| Bron    | Deidra Dionne (KAN)    | 189,26 |

### Grbine
| Medalja | Tekmovalka           | Točke |
| Zlato   | Kari Traa (NOR)      | 25,94 |
| Srebro  | Shannon Bahrke (ZDA) | 25,06 |
| Bron    | Tae Satoya (JPN)     | 24,85 |